# Твелкер, Хенк
Хендрик Фредрик (Хенк) Твелкер (нидерл. Hendrik Fredrik "Henk" Twelker; 22 января 1902, Амстердам — 16 мая 1978, Пюрмеренд) — нидерландский футболист, игравший на позициях полузащитника и нападающего, выступал за команды «’т Гой», «Блау-Вит» и «Аякс».

## Ранние годы
Хенк Твелкер родился 22 января 1902 года в Амстердаме, в семье железнодорожника Хендрика Фредрика Твелкера и его жены Элизабет Йоханны Марии ван Ренен. Он был третьим ребёнком в семье из четырёх детей. У него было три сестры.

## Спортивная карьера
В составе амстердамского «Аякса» Хенк появился в 1925 году вместе с братьями Хенком и Вимом Андерисеном. Ранее все трое выступали за клуб «’т Гой». В составе «Аякса» в период с 1925 по 1932 год Твелкер в чемпионате сыграл 100 матчей. Свою последнюю игру в составе амстердамцев он провёл 30 октября 1932 года против «Харлема» (5:2).

## Личная жизнь
Был владельцем магазина. Хенк женился в возрасте двадцати восьми лет. Его избранницей стала 25-летняя Йоханна Вилхелмина Страдмейер, уроженка Амстердама. Их брак был зарегистрирован 8 января 1931 года в Амстердаме. В июне того же года у них родился сын Хендрик Фредрик.

## Достижения
«Аякс»
- Чемпион Нидерландов: 1931/32